# Sidalcea neomexicana
Sidalcea neomexicana es una especie de planta con flores de la familia de la malva.

## Distribución
La planta es nativa del oeste de los Estados Unidos y del norte de México. Se puede encontrar en un número diverso de tipos de hábitat, incluyendo chaparral y matorral de salvia costero, Bosque de Pino Amarillo y zonas ribereñas, matorral de creosota, planicies alcalinas y otros sustratos salinos.

## Descripción
Sidalcea neomexicana es una hierba perenne que crece a partir de un racimo de raíces carnosas, el tallo en su mayoría sin pelo que crece de 20 a 90 centímetros de altura.Las hojas carnosas a veces se dividen superficialmente a profundamente en lóbulos.
La inflorescencia es un racimo suelto de flores con pétalos rosados de hasta 2 centímetros de largo.